# 利日姆湖
62°38′24″N 34°3′47″E / 62.64000°N 34.06306°E
利日姆湖（俄语：Лижмозеро），是俄羅斯的湖泊，位於該國西北部，由卡累利阿共和國負責管轄，長18.6公里、寬9.4公里，面積84.8平方公里，海拔高度68米，集水區面積620平方公里，湖岸線長度56公里，平均水深4.0米，最大水深12米。